# 韓国作家会議
韓国作家会議(かんこくさっかかいぎ)は1974年に発足した韓国の文学団体。自由実践文人協議会が母体であり、民族文学作家会議を経て2007年に韓国作家会議と改名される。

## 概要
1974年11月18日、高銀、白楽晴などを発起人となり、自由実践文人協議会が発足。金芝河解放運動に伴い、朴正煕政権の言論弾圧に対抗して社会民主主義を鼓吹することを創立の目的としていた。高銀、朴泰洵、尹興吉、趙海一、李文求、李時英、宋基元はその示威運動のため連行されている。反政府的活動が著しいため政府の弾圧を受け、幾人かの作家が逮捕・投獄され、団体は1980年に強制解散させられた。その間に機関紙『実践文学』を発行している。
1984年12月19日、自由実践文人協議会は再創立し、文学活動を再開する。1987年9月17日には民族文学作家会議と改名、創立総会が開かれた。そこでは文学の政治的役割の追求から遠ざかり、民族文学の理論的構築と研究及び出版活動を活動の趣旨とすることとした。一方で、北朝鮮側の作家との交流を図り、南北作家会談を企画するも中止となった。文芸雑誌として『明日を拓く作家』を創刊した。また文学賞として青き作家青少年文学賞、全国高校生百日賞、その他に各作家交流会を企画・運営して文学の発展に努めている。
1990年には組織改編があり、女性文学委員会、青年文学委員会、労働文学委員会が設置される。2007年12月8日、民族文学作家会議から社団法人韓国作家会議に改名された。現在は、江原支会、慶南支会、慶北支会、光州・全南支会、全北支会、大邱支会、大田・忠南支会、忠北支会、釜山支会、蔚山支会、仁川支会、済州支会、京畿支会、及び、木浦支部、茂朱支部、富川支部、順天支部、安東支部、栄州支部、霊光支部、忠州支部があり、各々事業を展開している。

## 沿革
- 1974年11月18日、自由実践文人協議会が発足。
- 1978年4月24日、第1回「民族文学の夕べ」が開催される。
- 1979年3月20日、機関誌『実践文学』創刊。
- 1984年12月19日、自由実践文人協議会再創立。
- 1986年6月、第1回「民族文学教室」が開催される。
- 1987年9月17日、民族文学作家会議の創立総会。
- 1989年3月27日、南北作家会談予備会談が計画されるも中止。
- 1994年9月24日、第1回全国高校生百日賞が開催される。
- 1995年12月1日、文芸季刊誌『明日を拓く作家』創刊。
- 1996年6月22日、社団法人登録。
- 2001年6月1日作家会議公式ホームページを開設。
- 2004年6月～7月、第1回「アジア青年作家ワークショップ」が開催される。
- 2005年7月20日～25日、「6・15共同宣言実践のための民族文学作家大会」が開催される。
- 2006年10月29日～31日、6・15民族文学人協会が結成される。
- 2007年11月7日～14日、アジア･アフリカ文学フェスティバル(AALF)が開催される。
- 2007年12月8日、民族文学作家会議から社団法人韓国作家会議に改名。

## 事務所
- ソウル特別市麻浦区阿峴洞627-6 韓国作家会議事務所